# 薩特爾 (洛杉磯)

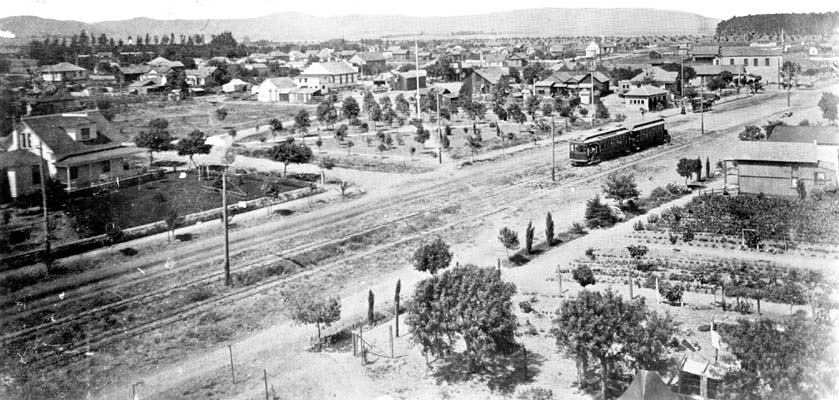
聖莫尼卡大道與行駛中的電車（1890年攝）

萨特尔（Sawtelle）是美國加利福尼亚州洛杉矶西区的一个區域，部分位於西洛杉矶。1896年，太平洋土地公司在退伍军人之家的南面购买了一块225英亩（0.91平方公里）的土地，并聘请S.H.塔夫特开发新城镇，並以退伍军人之家的当地经理安德鲁·W·巴雷特命名。当太平洋土地公司向郵政當局申請在新城镇設立一个邮局时，郵政當局反对使用巴雷特这个名字，因为它与加利福尼亚州的巴塞特名字相似。1899年，新城镇的名字被正式改为萨特尔（Sawtelle），以太平洋土地公司的一位经理命名，他當時负责开发和推广這片新城鎮。萨特尔境內有日裔美国人社区、餐厅和电影院 。